# Кухарець Євген Іванович
Євген Іванович Кухарець (7 листопада 1945, Велюнь — 27 грудня 1987) — композитор, народний артист УРСР (з 1982 року), художній керівник і головний диригент Черкаського державного заслуженого українського народного хору.

## Біографія
Народився 7 листопада 1945 року в селі Велюнь Дубровицького району Рівненської області. Після закінчення Одеської консерваторії з 1974 року працював хормейстером, а згодом — художнім керівником і головним диригентом Черкаського хору.
Відомий як композитор, автор музики до пісень:
- «Земле моя»;
- «Яблунька з Черкаської землі»;
- «Дві тополі»;
- «Над колискою сина» та інших.

В 1981 році колектив хору став лауреатом Державної премії УРСР імені Т. Г. Шевченка.
В 1986 році Є. І. Кухарець нагороджений орденом «Дружби народів».

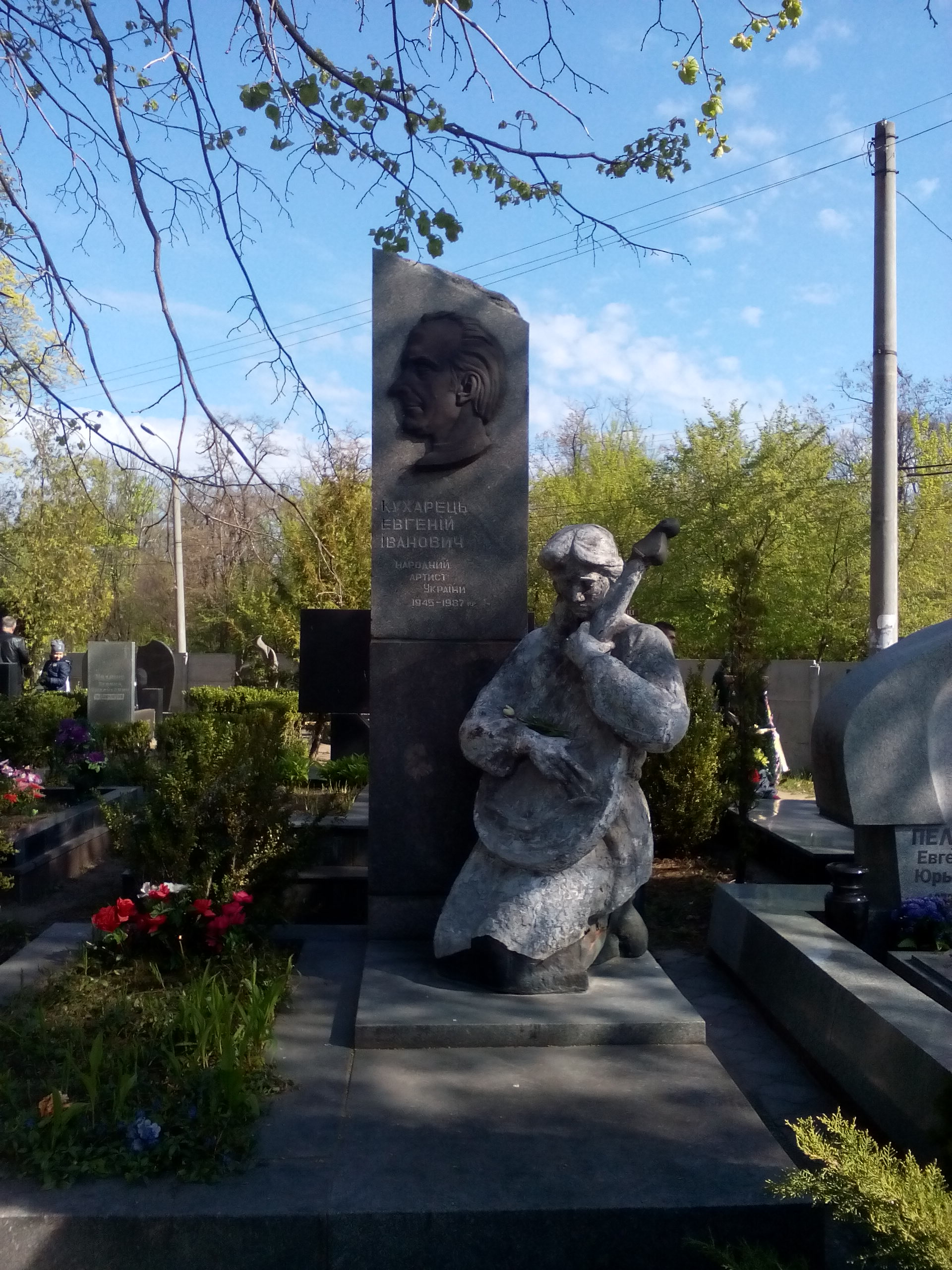
Могила Кухарця на міському кладовищі Черкас

Трагічно загинув у автомобільній катастрофі 27 грудня 1987 року. Похований на міському кладовищі в Черкасах. У 1991 році на могилі встановлено гранітний обеліск (висота — 3 метри) з бронзовим барельєфним зображенням Є. I. Кухарця. Біля обеліска на гранітній надмогильній плиті встановлена бронзова скульптура схиленої у журбі бандуристки у національному одязі (висота — 1,7 метра). На обеліску напис: «Кухарець Євген Іванович. Народний артист УРСР. 1945—1987 рр.».

## Нагороди і відзнаки
1982 - почесне звання "Народний артист УРСР"
1986 - орден "Дружба народів"

## Пам'ять
В рідному селі композитора Велюні функціонує кімната-музей Євгена Кухарця.
2016 року на його честь перейменована колишня вулиця маршала Красовського у м. Черкаси.